# Kostel svaté Kateřiny (Znojmo)
Kostel svaté Kateřiny (původně kostel svaté Alžběty) je zaniklý kostel na současném náměstí Svobody ve Znojmě, v prostoru bývalého Horního Předměstí. Pozůstatky kostela jsou pod názvem základové zdivo původně gotického kostela sv. Alžběty chráněny jako kulturní památka České republiky.

## Historie
Kostel svaté Alžběty byl původně gotický chrám, jenž byl součástí městského špitálu, který se nacházel před městskými hradbami na Horním Předměstí. Špitál zanikl konce 16. století a zasvěcení přešlo na kostel na Dolním Předměstí v areálu druhého špitálu.
Chrám na Horním Předměstí byl obnoven za přispění pekařského mistra Christiana Corada v letech 1702–1705, budova byla financována ze soukromých fondů a z darů. Kostel svaté Kateřiny byl vysvěcen 25. listopadu 1705 znojemským děkanem Karlem Teschem. V sousedství kostela Christian Corada, jehož syn byl laikem karmelitánského řádu ve Vídni - Leopoldstadtu, postavil i několik malých bytů a celý areál tak připomínal klášter. Roku 1714 pak Corada podnikl kroky, aby umožnil karmelitánům založit hospic. Znojemský děkan však sdělil, že nevidí potřebu třetího kláštera žebravého řádu ve městě. Stejný názor sdílela i konzistoř v Olomouci, nevěřila, že bude klášter i v budoucnu ekonomicky soběstačný.
V josefinské době došlo k reorganizaci farností. Kostel svaté Kateřiny, původně filiální ke Svatému Mikuláši, byl povýšen na lokálii v rámci farnosti u svatého Kříže.
Vybavení kostela pocházelo z různých zrušených klášterů, druhý zvon pocházel z minoritského kláštera ve Znojmě a později byl darován i zvon třetí. V roce 1825 pak byla lokálie u svaté Kateřiny zrušena. Kostel byl odsvěcen a dne 10. ledna 1825 prodán ve prospěch Moravského náboženského fondu. Po rekonstrukci kostela, kdy se z něj stala obytná budova, byl využíván jako ubytovna pro židovské pocestné, neboť tehdejší zákony jim nedovolili žít uvnitř městských hradeb. Později byl zbořen.